# Roger-Yves Bost
Roger-Yves Bost (Spitzname: „Bosty“; * 21. Oktober 1965 in Boulogne-Billancourt, Île-de-France) ist ein französischer Springreiter.

## Werdegang

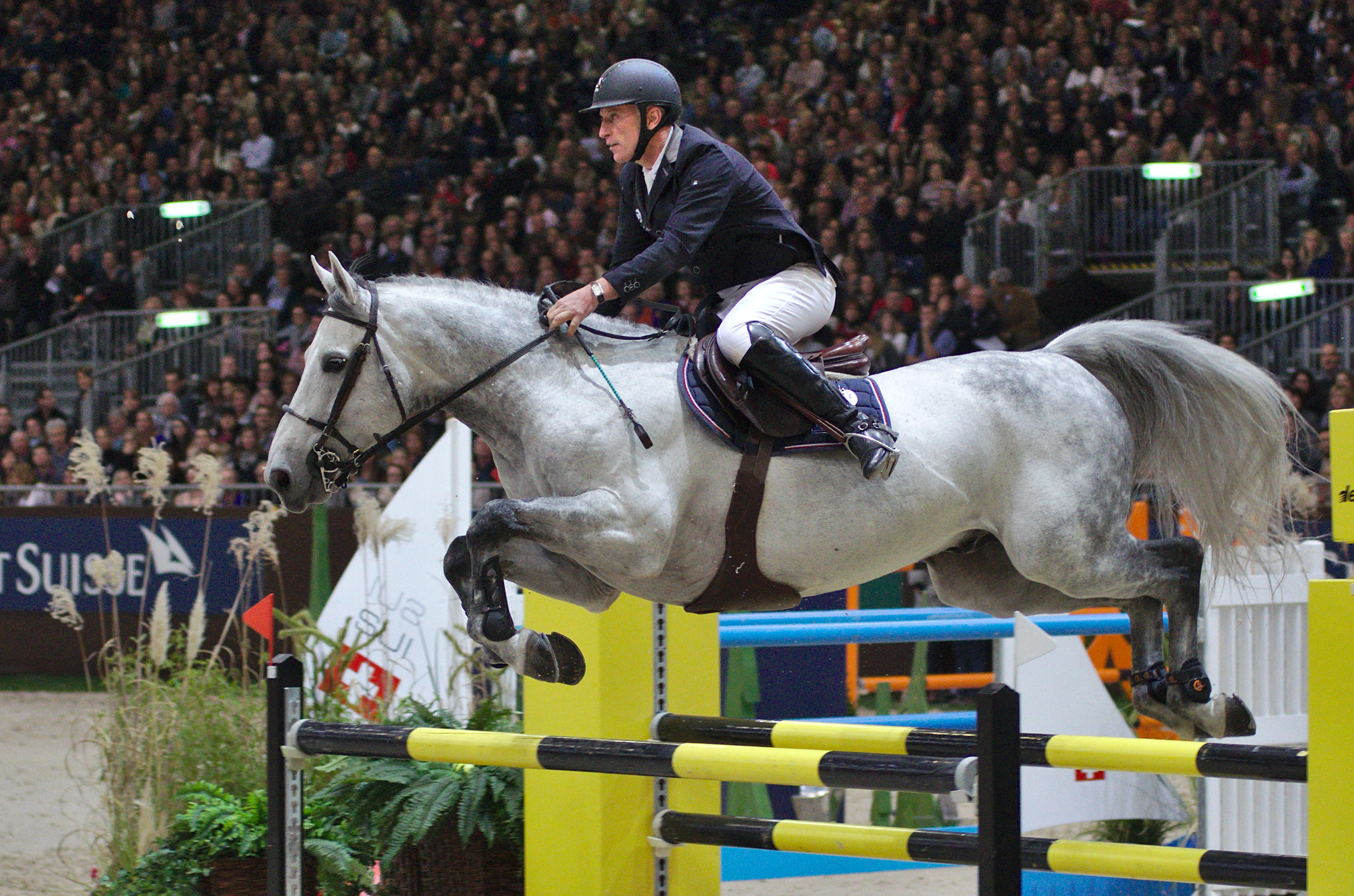
Roger-Yves Bost mit Pégase du Murier beim CHI Genf 2013

Bereits Bosts Vater (Roger Senior) war Pferdesportler. Daher hatte Roger-Yves Bost von Kindheit an mit Pferden zu tun. Bereits im Alter von acht Jahren bestritt er als Ponyreiter erste Prüfungen, mit 12 Jahren wechselte er zu den Großpferden.
Zum Erfolgspferd seiner Jugend wurde die Stute Jorphée du Prieur. Mit ihr konnte er bereits mit siebzehn Jahren seinen ersten Einzeltitel erringen, bei den Europameisterschaften der Jungen Reiter wurde er 1983 Europameister. Weitere Erfolge folgten, etwa die Einzel-Silbermedaille zwei Jahre später, erneut bei den Europameisterschaften der Jungen Reiter.
Erstmals im Jahr 1989 konnte Bost sich für das Weltcupfinale qualifizieren. Im Folgejahr verpasste er hier knapp eine Top-3-Platzierungen, im Jahr 1991 hingegen gelang ihm dieser Erfolg: Mit Norton de Rhuys wurde er Dritter des Weltcupfinals in Göteborg.
Im Jahr 1990 war er erstmals nach Beendigung seiner Jungen Reiter-Zeit Teil einer französischen Mannschaft bei einem Championat, den Weltreiterspielen 1990. Hier gewann er mit der Mannschaft die Goldmedaille, 1994 und 1998 Silber. 1996 belegte er mit der französischen Equipe den vierten Platz bei den Olympischen Spielen in Atlanta. Bei den Französischen Meisterschaften 1988 und 1997 holte er den Titel.
Nach den Weltreiterspiele 1998 dauerte es elf Jahre, bis er wieder Teil einer Championatsequipe war. Seinen größten Einzelerfolg feierte Bost 2013, als er mit Myrtille Paulois die Europameisterschaft in Herning gewann. Für die Europameisterschaften 2015 hingegen war er nur Reservist der französischen Equipe.
20 Jahre nach seiner ersten Olympiateilnahme war er 2016 in Rio de Janeiro wieder bei Olympischen Spielen am Start. Mit Sydney Une Prince war er Teil der französischen Mannschaft, die hier die Goldmedaille gewann, zudem war er in der Einzelwertung bester Franzose.
Roger-Yves Bost ist bekannt durch seinen eigenwilligen Stil beim Reiten und Überwinden der Hindernisse. Er ist verheiratet und hat zwei Kinder. Seine Tochter Clementine (* 1992) und sein Sohn Nicolas (* 1993) treten beide in Springprüfungen der schweren Klasse an.
Im September 2013 befand er sich auf Rang sechs der Springreiter-Weltrangliste.

## Erfolge
- Olympische Sommerspiele:[7]
  - 1996, Atlanta: mit Souviens Toi III 4. Platz mit der Mannschaft und 41. Platz in der Einzelwertung
  - 2016, Rio de Janeiro: mit Sydney Une Prince 1. Platz mit der Mannschaft und 16. Platz in der Einzelwertung

- Weltreiterspiele:
  - 1990, Stockholm: mit Norton de Rhuys 1. Platz mit der Mannschaft und 22. Platz in der Einzelwertung
  - 1994, Den Haag: mit Souviens Toi III 2. Platz mit der Mannschaft und 6. Platz in der Einzelwertung
  - 1998, Rom: mit Airborne Montecillo 2. Platz mit der Mannschaft und 28. Platz in der Einzelwertung

- Liste der Europameister im Springreiten:
  - 1983, Geesteren (Junge Reiter): mit Jorphée du Prieur 3. Platz mit der Mannschaft und 1. Platz in der Einzelwertung
  - 1984, Cervia (Junge Reiter): mit Jorphée du Prieur 1. Platz mit der Mannschaft
  - 1985, Donaueschingen (Junge Reiter): mit Jorphée du Prieur 2. Platz mit der Mannschaft und 2. Platz in der Einzelwertung
  - 1986, Reims (Junge Reiter): mit Jorphée du Prieur 3. Platz mit der Mannschaft
  - 1991, La Baule: mit Norton de Rhuys 4. Platz mit der Mannschaft und 18. Platz in der Einzelwertung
  - 1995, St. Gallen: mit Souviens Toi III 3. Platz mit der Mannschaft und 16. Platz in der Einzelwertung
  - 2009, Windsor: mit Ideal de la Loge 5. Platz mit der Mannschaft und 29. Platz in der Einzelwertung
  - 2013, Herning: mit Myrtille Paulois 4. Platz mit der Mannschaft und 1. Platz in der Einzelwertung

- Weltcupfinale:
  - 1989, Tampa: 35. Platz mit Norton de Rhuys
  - 1990, Dortmund: 4. Platz mit Norton de Rhuys
  - 1991, Göteborg: 3. Platz mit Norton de Rhuys
  - 1992, Del Mar CA: 10. Platz mit President Papillon Rose
  - 1993, Göteborg: 27. Platz mit Norton de Rhuys
  - 1995, Göteborg: 16. Platz mit Souviens Toi III
  - 1996, Genf: 14. Platz mit Souviens Toi III
  - 2013, Göteborg: 22. Platz mit Myrtille Paulois

## Pferde

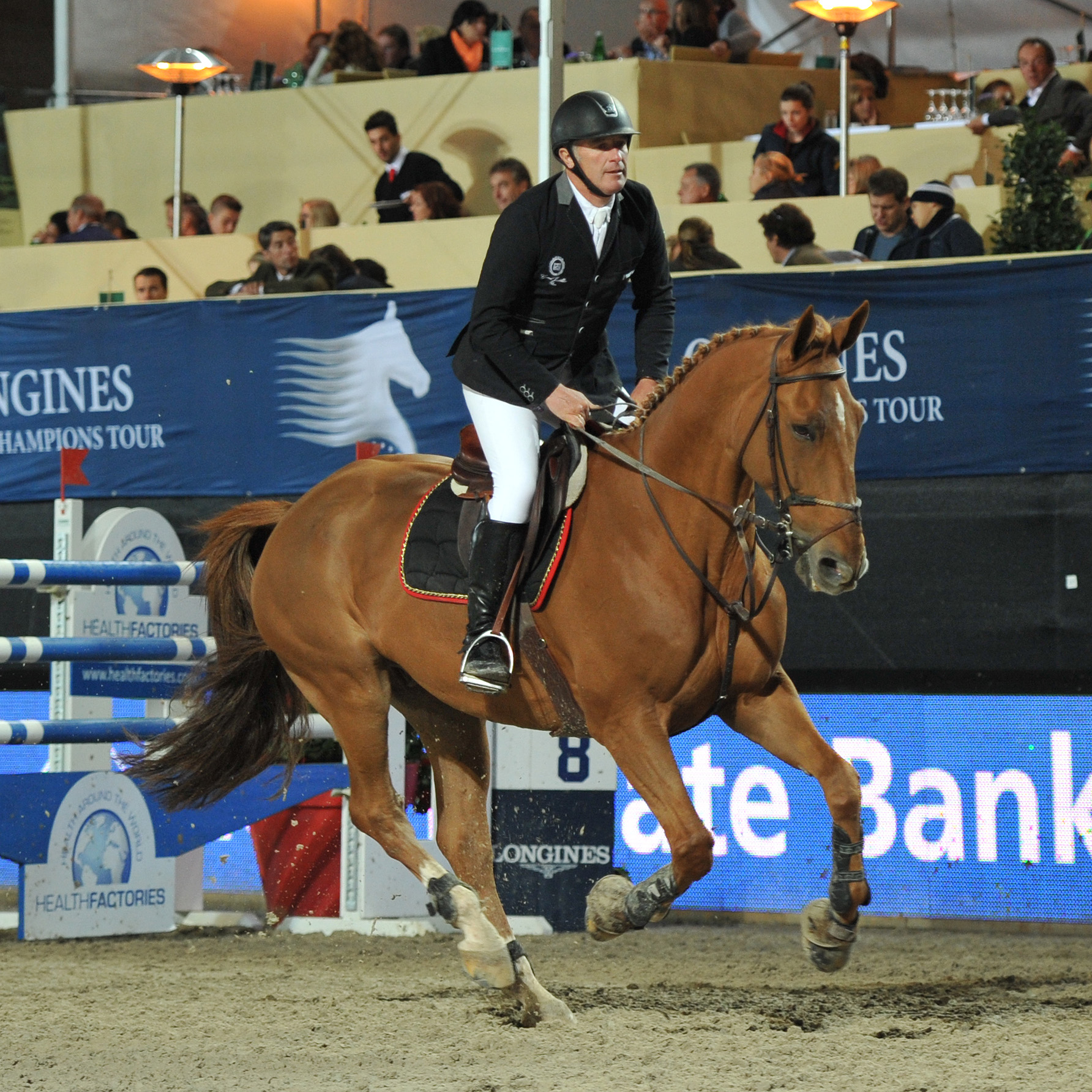
Roger-Yves Bost mit Colombo van den Blauwaert bei den Vienna Masters 2013

### Aktuelle Turnierpferde
- Sydney Une Prince (* 2006), Selle Français-Fuchsstute, Vater: Baloubet du Rouet, Muttervater: Alfa d’Elle; bis 2013 von Frederic Aronio de Romblay geritten[8]
- Qoud'Coeur de la Loge (* 2004), brauner Selle Français-Hengst, Vater: Ideal de la Loge, Muttervater: Tenor de la Cour[9]

### Ehemalige Turnierpferde von Roger-Yves Bost
- Jorphée du Prieur (1975–2006), Selle Français-Stute, Vater: Cor de Chasse, Muttervater: Furioso xx[10][11]
- Norton de Rhuys (1979–2007), Selle Français-Fuchswallach, Vater: Duc de Ferce xx, Muttervater: Corbeille I[12][13]
- Souviens Toi III (1984–2014), brauner Selle Français-Hengst, Vater: Livarot, Muttervater: Beau Manoir[14][15]
- Airborne Montecillo (* 1986), Hannoveraner Schimmelhengst, Vater: Abdullah, Muttervater: Duft II[16][17]
- Castle Forbes Myrtille Paulois (* 2000), braune Selle Français-Stute, Vater: Dollar du Murier, Muttervater: Grand Veneur; bis 2010 von Jessica Kürten geritten, zuletzt 2014 im internationalen Sport eingesetzt[18]
- Ideal de la Loge (* 1996), brauner Selle Français-Hengst, Vater: Dollar du Murier, Muttervater: Joyau d’Or A; von September 2012 bis März 2013 Olivier Robert geritten, anschließend von Eduardo Blanco geritten[19]